# Schokoladengurami
Der Schokoladengurami (Sphaerichthys osphromenoides, Syn.: Osphromenus malayanus, Duncker, 1904) ist ein Fisch aus der Unterordnung der Labyrinthfische. Seine Heimat ist der südliche Abschnitt der malaiischen Halbinsel und die indonesischen Inseln Sumatra und Borneo. Seinen Namen verdankt er der dunkelbraunen Färbung.

## Merkmale
Der Schokoladengurami wird maximal 6 cm groß und hat einen relativ kurzen und hohen, seitlich stark abgeflachten Körper. Der Kopf ist spitz. Er ist schokoladenbraun bis rotbraun gefärbt und schimmert in einigen Fällen schwach grünlich. Jungfische zeigen an den Körperseiten eine deutlich sichtbare Längsbinde. Ausgewachsene Tiere haben mehrere, unregelmäßig angeordnete hellgelbe bis weißliche Querbinden. Die Flossen sind braun mit hellen Rändern und oftmals dunkel gefleckt. Die Rückenflosse der Weibchen ist weniger spitz ausgezogen.
- Flossenformel: Dorsale VIII–XII/7–10; Anale VII–X/18–22; Pectorale 8–10; Ventrale I/5; Caudale 13.
- Schuppenformel: mLR 26–30.

Der zweite Flossenstrahl der Bauchflosse ist stark verlängert.

## Lebensweise
Der Schokoladengurami kommt in seiner Heimat in Gräben und Tümpeln in sehr mineralarmem, durch Huminsäuren kaffeebraun gefärbtem Wasser vor. Er hält sich dort ufernah unterhalb der schützenden Ufervegetation auf. Wasserpflanzen sind in seinen Heimatgewässern nicht anzutreffen. Die Wassertemperatur liegt bei etwa 30 bis 32 °C, der pH-Wert bei 5,5 bis 6,5, die Wasserhärte bei 0,5 bis 5°dH und der Leitwert bei 15 μS. Er ernährt sich vor allem von Anflugnahrung (kleine Insekten und Spinnentiere, die auf die Wasseroberfläche fallen). Der Schokoladengurami ist ein Maulbrüter. Die etwa 80 gelblichen Eier werden vom Weibchen ins Maul genommen. Die Jungfische verlassen das Maul nach 8 bis 12 Tagen.

## Aquarienhaltung
Der Schokoladengurami wurde erstmals 1905 zur aquaristischen Haltung nach Deutschland eingeführt, erneut 1934 und 1957 in die DDR. Die Haltung in Süßwasseraquarien ist wegen der Ansprüche des Fisches an die Wasserqualität nicht ganz einfach.